# Miwa live at 武道館 〜卒業式〜
『miwa live at 武道館 〜卒業式〜』（ミワ ライブ・アット ぶどうかん そつぎょうしき）は、miwaの3枚目のライブ映像作品。

## 概要
2013年3月29日に行われた、日本武道館で単独初開催となる同名のライブコンサートを映像作品に収録したもの。DVD・BD、それぞれ初回生産限定盤・通常版の4種パッケージでリリース。
初回生産限定盤仕様は、三方背ケース入り、ブックレット付き。特典映像はなし。また3rdアルバム『Delight』と本商品両方購入で、『miwa special live at 下北沢ロフト』（同年3月30日）参加や直筆サイン入りポスターの抽選に応募できるハガキが入っていた。
音声トラック：リニアPCM (48KHz/24bit) ※Blu-ray本編

## 収録曲
初回生産限定盤と通常盤で共通。
1. Wake Up, Break Out!
2. ありえない!!
3. Chasing hearts
4. リトルガール
5. ハツナツ
6. あなたがいないと世界はこんなにつまらない
7. ふたりのサタディ
8. カラ*フル
9. friend〜君が笑えば〜
10. 片想い
11. オトシモノ
12. don’t cry anymore
13. いくつになっても
14. FRiDAY-MA-MAGiC
15. 441
16. ホイッスル〜君と過ごした日々〜
17. Dear days
18. クレアデルネ
19. chAngE
20. again×again
21. ヒカリヘ
22. めぐろ川
23. 僕らの未来
24. 春になったら
25. つよくなりたい

アンコール1はM.22 - M.24、アンコール2はM.25。

## 再発盤
本作と『miwa live at 武道館〜acoguissimo〜』の2作品をセットで発売した（2018年3月末までの期間生産限定盤）。
| 日           | タイトル                               | 規格 | 規格品番    |
| ------------ | -------------------------------------- | ---- | ----------- |
| 2018年3月7日 | miwa live at 武道館 卒業式/acoguissimo | DVD  | SRBL-1777/8 |
| 2018年3月7日 | miwa live at 武道館 卒業式/acoguissimo | BD   | SRXL-148/9  |